# Collina dei Camaldoli
Collina dei Camaldoli este o arie protejată (arie specială de conservare — SAC, sit de importanță comunitară — SCI) din Italia întinsă pe o suprafață de 261 ha, integral pe uscat.

## Localizare
Centrul sitului Collina dei Camaldoli este situat la coordonatele 40°51′24″N 14°11′50″E / 40.856667°N 14.197222°E.

## Înființare
Situl Collina dei Camaldoli a fost declarat sit de importanță comunitară în mai 1995 pentru a proteja 10 specii de animale. Situl a fost protejat și ca arie specială de conservare în mai 2019.

## Biodiversitate
Situată în ecoregiunea mediteraneană, aria protejată conține 4 habitate naturale: Tufărișuri termo-mediteraneene și de pre-deșert, Pseudostepă cu ierburi și specii anuale de Thero-Brachypodietea, Păduri de Castanea sativa, Păduri de Quercus ilex și Quercus rotundifolia.
La baza desemnării sitului se află mai multe specii protejate:
- păsări (6): prepeliță (Coturnix coturnix), șoim călător (Falco peregrinus), sfrâncioc roșiatic (Lanius collurio), viespar (Pernis apivorus), turturică (Streptopelia turtur), sturz-cântător (Turdus philomelos)
- mamifere (2): liliacul mare cu potcoavă (Rhinolophus ferrumequinum), liliacul mic cu potcoavă (Rhinolophus hipposideros)
- nevertebrate (1): croitorul mare al stejarului (Cerambyx cerdo)
- reptile (1): șarpele cu patru dungi (Elaphe quatuorlineata)

Pe lângă speciile protejate, pe teritoriul sitului au mai fost identificate 3 specii de nevertebrate, 3 specii de reptile.